# Erythrolamprus taeniogaster
Espèce
Synonymes
- Liophis taeniogaster Jan, 1863
- Liophis cobella dyticus Dixon, 1983

Erythrolamprus taeniogaster  est une espèce de serpents de la famille des Dipsadidae.

## Répartition
Cette espèce se rencontre :
- au Brésil ;
- en Colombie ;
- en Bolivie.

## Publication originale
- Jan, 1863 : Enumerazione sistematica degli ofidi appartenenti al gruppo Coronellidae. Archivio per la zoologia, l'anatomia e la fisiologia, vol. 2, no 2, p. 213-330 (texte intégral).